# Remko Pasveer
Remko Jurian Pasveer (pronúncia em neerlandês: [ˈrɛm.koː ˈpas.feːr]; Enschede, 8 de novembro de 1983) é um futebolista profissional holandês que joga como goleiro do Ajax, clube da Eredivisie. 

## Carreira
Começou a jogar futebol no SC Enschede local . Em seguida, mudou-se para o FC Twente, onde foi goleiro reserva de 2003 a 2006, atrás de Cees Paauwe e Sander Boschker .

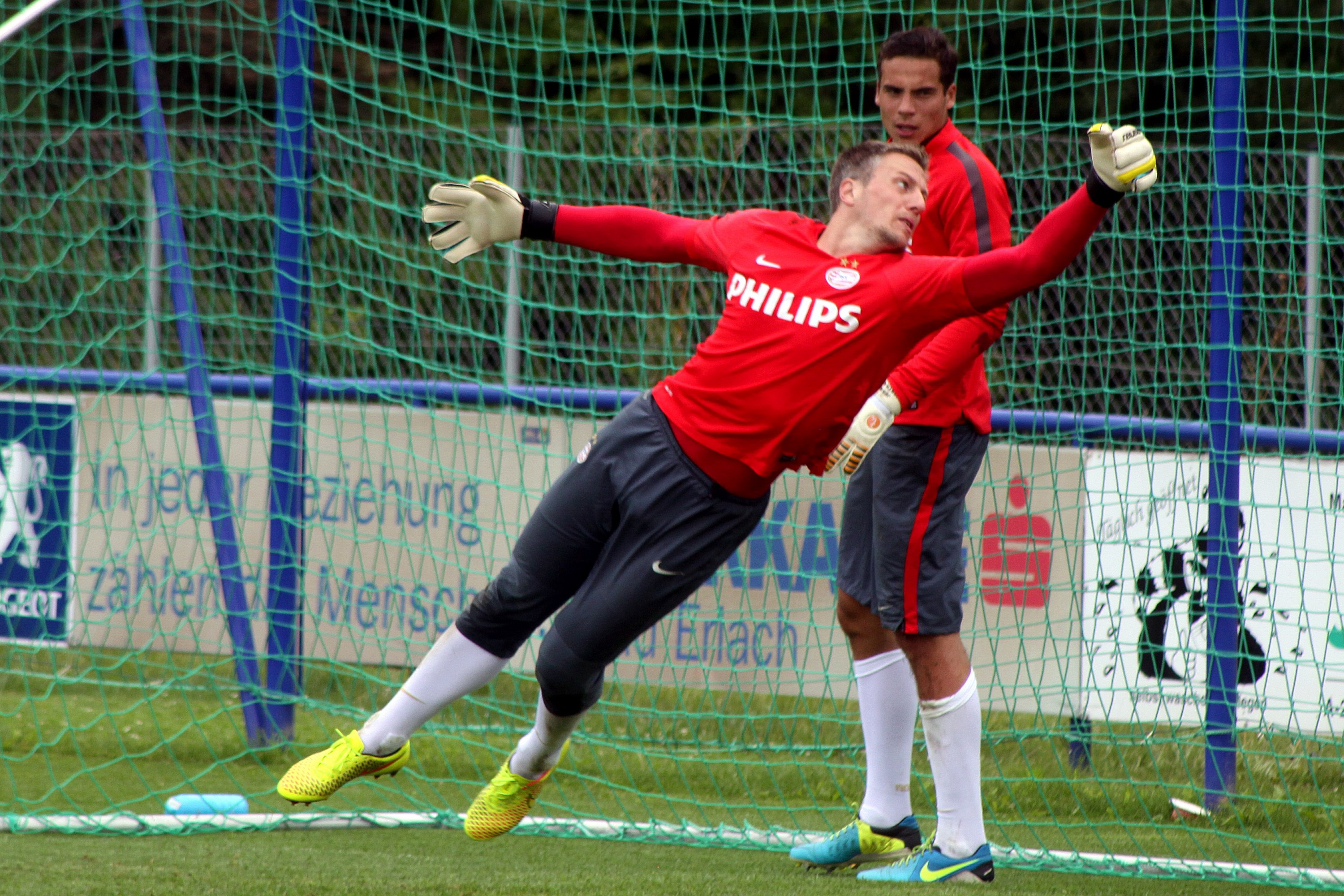
Remko Pasveer durante o treino do PSV em Bad Erlach, Áustria, julho de 2014

### PSV
Assinou contrato de três anos com o PSV, onde teve que competir com o goleiro titular Jeroen Zoet. Ele fez sua estreia oficial pelo clube de Eindhoven em 21 de agosto de 2014, durante a primeira das duas mãos contra o clube bielorrusso Shakhtyor Soligorsk na fase de qualificação final para a UEFA Europa League 2014-15. Pasveer jogou toda a partida, que seu clube venceu por 1 a 0 em casa. Ele jogou várias vezes naquela temporada nas partidas da Copa KNVB e da Liga Europa. Uma semana depois de o PSV ter garantido o título da Eredivisie, Pasveer também fez sua estreia no campeonato pelo clube na 32ª rodada contra o Excelsior. O PSV acionou uma opção em seu contrato em maio de 2015 e assim o comprometeu com o clube até meados de 2018.  Pasveer conquistou o título nacional com o PSV pela segunda vez consecutiva em 8 de maio de 2016.  O clube começou a última rodada da temporada com tantos pontos quanto o rival Ajax, mas com um saldo de gols de -6. O PSV então venceu por 1–3 no PEC Zwolle naquele dia, enquanto o Ajax empatou em 1–1 no De Graafschap. Ele não apareceu na liga naquela temporada, mas apenas jogou no torneio da copa. Pasveer fez sua estreia na Liga dos Campeões da UEFA em 1º de novembro de 2016. Devido a uma lesão de Zoet, ele começou na partida do time perdida por 1–2 em casa contra o Bayern de Munique. Pasveer fez três jogos na liga durante a temporada 2016–17. Zoet, titular naquela temporada, sofreu apenas 23 gols em 31 partidas. Com isso, o PSV teve a melhor defesa estatisticamente da Eredivisie naquele ano, ao lado da defesa do Ajax. A equipe de Eindhoven terminou em terceiro naquela temporada.

### Ajax
Foi anunciado que havia assinado um contrato de dois anos com o Ajax, ingressando no clube por transferência gratuita a partir de 1º de julho.  Ele fez sua estreia pelo clube em 7 de agosto, na derrota por 4 a 0 para o PSV no Johan Cruyff Shield.   Devido a suspensões e lesões dos goleiros André Onana e Maarten Stekelenburg, Pasveer se manteve como titular do gol. Em 19 de outubro de 2021, Pasveer conquistou o recorde como o primeiro goleiro a parar três chutes diretos a gol do atacante norueguês Erling Haaland em uma partida da Liga dos Campeões da UEFA. Pasveer continuou sem sofrer golos contra o Borussia Dortmund, já que a partida terminou com uma vitória por 4 a 0 para o Ajax. Quatro dias depois, Pasveer não sofreu golos mais uma vez, em uma partida da temporada regular, com o Ajax derrotando seu ex-clube e o rival PSV Eindhoven por 5 a 0 em casa. Ele sofreu apenas 2 gols no campeonato nacional antes da 12ª rodada, disputada em 7 de novembro de 2021. Foi um recorde, já que nenhum goleiro da Eredivisie havia sofrido tão poucos gols nos primeiros 12 jogos anteriores. Isso rendeu uma média impressionante de 1 gol a cada 4 partidas, tanto em nível nacional quanto internacional. 

### Seleção nacional
Fez parte da seleção holandesa que venceu o Campeonato da Europa de Sub-21 da UEFA em 2006, em Portugal, fez sua estreia pela Holanda como titular contra a Polônia em uma partida da Liga das Nações da UEFA de 2022–23. Aos 38 anos, ele foi o segundo jogador mais velho a estrear pela seleção holandesa, depois de Sander Boschker em 2010 (39 anos).

### Estatísticas
| Seleção nacional | Ano   | Partidas | Gols |
| ---------------- | ----- | -------- | ---- |
| Holanda          | 2022  | 2        | 0    |
| Total            | Total | 2        | 0    |

### Títulos
- Campeonato da Europa Sub-21 da UEFA : 2006 [16]